# روذرهام يونايتد
نادي روذرهام يونايتد لكرة القدم (بالإنجليزية: Rotherham United Football Club)‏ الملقب ذَا ميلرز  هو نادٍ محترف لكرة القدم مقره في روذرهام، جنوب يوركشاير في إنجلترا. يتنافس في الدوري الإنجليزي الدرجة الأولى، الطبقة الثالثة من نظام الدوري الإنجليزي لكرة القدم بعد هبوطه من دوري البطولة الإنجليزية في موسم 2018-2019.
تأسس النادي في عام 1925 بدمج نادي روذرهام كاونتي (1877) ونادي روذرهام تاون (1899)، كانت ألوان النادي في البداية صفراء وسوداء، لكنها تطورت لاحقًا إلى اللونين الأحمر والأبيض التقليديين. يلعب روذرهام يونايتد مبارياته على ملعبه المسمى (استاد نيويورك)، وهو ملعب يتسع لـ 12،021 شخصًا، وقد لعب سابقًا منذ تأسيسه في ميلمور لمدة 101 عامًا. انضم إلى الدوري الإنجليزي لكرة القدم في عام 1925، أمضى روذرهام أول 25 عامًا من وقته في القسم الثالث شمالًا، وهو أدنى مستوى في دوري كرة القدم الإنجليزي، وحصل أخيرًا على الترقية إلى القسم الثاني في نهاية موسم 1950–51.
ظهر ذَا ميلرز في نهائي كأس رابطة الأندية الإنجليزية المحترفة في عام 1961، وفاز بكأس دوري كرة القدم لعام 1996 وكأس دوري كرة القدم الدرجة الثالثة في عام 1946. كما حقق ترقيتين منفصلتين متتاليتين في موسم 1999-2001 تحت روني مور وموسم 2012-2014 تحت ستيف إيفانز.

## إنجازات النادي

### الدوري
الطبقة الثالثة من كرة القدم الإنجليزية (الدوري الإنجليزي الدرجة الأولى منذ 2004)
- البطل (2) : 1950–51، 1980–81
- الوصيف: 2000–01
- الفائزون في التصفيات: 2013–14، 2017–18

الطبقة الرابعة من كرة القدم الإنجليزية (الدوري الإنجليزي الدرجة الثانية منذ 2004)
- البطل (1) : 1988–89
- الوصيف: 1991-1992، 1999-2000، 2012-13
- ترقية المركز الثالث: 1974-1975

### الكأس
كأس الاتحاد الإنجليزي
- الجولة الخامسة: 1952–53، 1967–68

كأس رابطة الأندية الإنجليزية المحترفة
- الوصيف: 1960–61

كأس دوري كرة القدم الإنجليزية
- الفائزون: 1995-1996

دوري كرة القدم - الدرجة الثالثة
- الفائزون 1945–1946[7]

## مجلس الإدارة والملكية
- الرئيس: توني ستيوارت.[8]
- نائب الرئيس: ريتشارد ستيوارت.
- الرئيس التنفيذي: بول دوجلاس.
- مدير العمليات: جولي هانت.
- المدير التجاري: ستيف كوكلي.
- المدير المالي: كارين توماس.

## المنافسات
وفقًا لمسح أجري في أغسطس 2019، يعتبر أنصار روثرهام أندية يوركشاير نادي دونكاستر روفرز ونادي بارنسلي ونادي شيفيلد وينزداي ونادي شيفيلد يونايتد ونادي ليدز يونايتد أكبر منافسيهم.

## روابط خارجية
- الموقع الرسمي
- اللاعبون السابقون - السيرة الذاتية وإحصاءات المظهر ، الموقع الرسمي
- صور تقدم بناء الملعب
- صور البناء في الملعب - MillersMAD
- الأرقام القياسي لمباريات روثرهام يونايتد

‌